# دوتامان
دوتامان هو أطول برنامج تلفزيوني للأطفال في الغيلية الإسكتلندية لمرحلة ما قبل المدرسة. بدأ في 17 أكتوبر 1985 من بطولة دوني ماكلويد.

## روابط خارجية
- مقطع على بي بي سي إسكتلندا
- فئة الغيلية